# Comuna Tereșkî, raionul Poltava, regiunea Poltava
Tereșkî (în ucraineană Терешки) este o comună în raionul Poltava, regiunea Poltava, Ucraina, formată din satele Kopîlî și Tereșkî (reședința).

## Demografie
Componența lingvistică a comunei Tereșkî
     Ucraineană (91,06%)
     Rusă (8,3%)
     Alte limbi (0,16%)
Conform recensământului din 2001, majoritatea populației comunei Tereșkî era vorbitoare de ucraineană (91,06%), existând în minoritate și vorbitori de rusă (8,3%).